# Fronteira Brasil–França
A fronteira entre Brasil e França é a linha que limita os territórios da República Federativa do Brasil e da República Francesa (através da Guiana Francesa). Sua extensão é de 730,4 km, dos quais 427,2 km são por rios e 303,2 km por divisor de águas (fronteira seca), o que constitui a segunda menor fronteira terrestre do Brasil e a maior fronteira terrestre da França com outro país.
Essa fronteira é a única ligação terrestre entre o Mercosul e a União Europeia (via Ponte Binacional Franco-Brasileira).

## Características

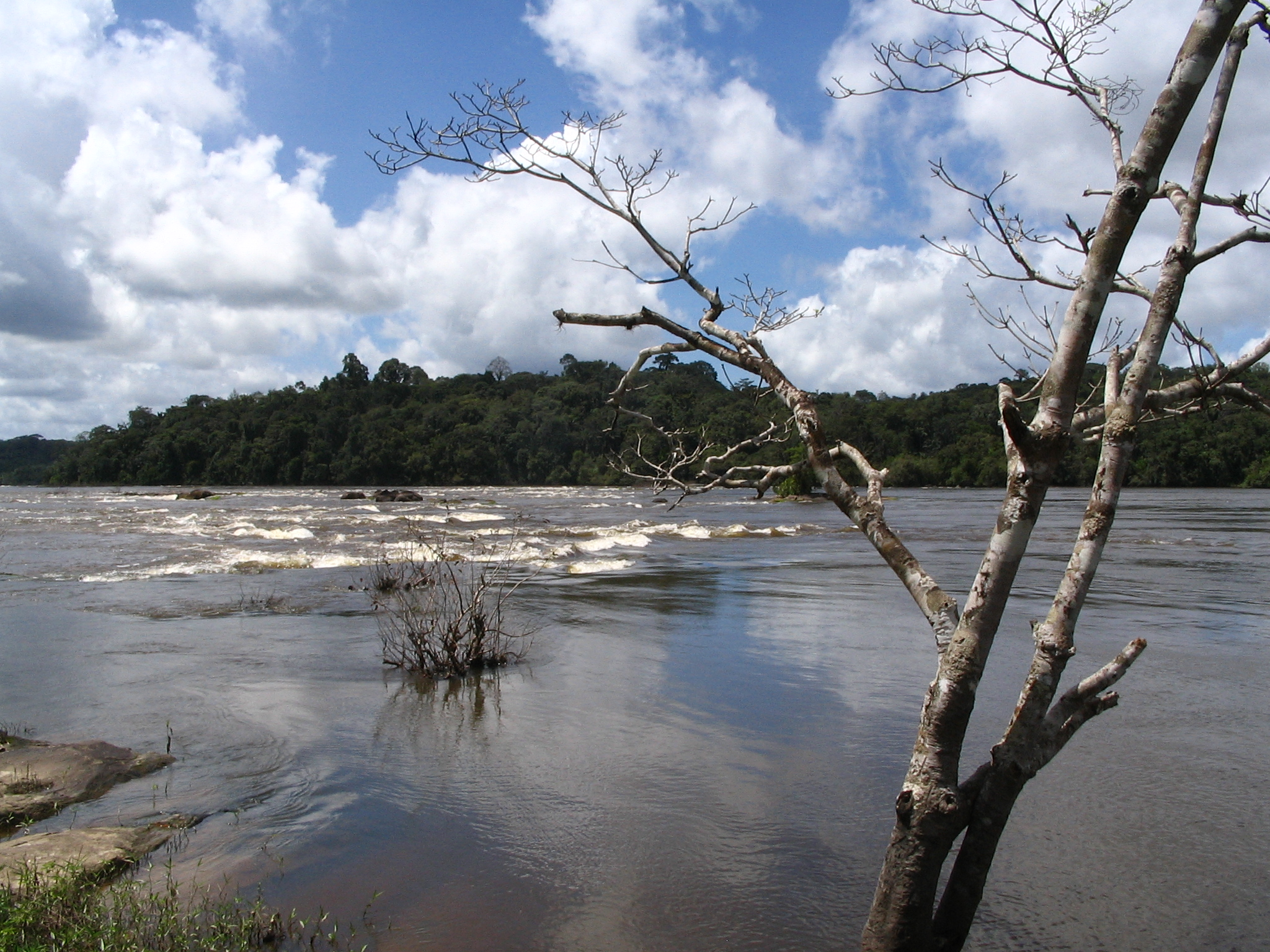
A fronteira ao nível do salto Maripá no rio Oiapoque

A fronteira franco-brasileira começa no planalto das Guianas numa tríplice fronteira onde se encontram a fronteira Brasil-Suriname e a fronteira França-Suriname. Esse ponto é chamado "Koulimapopann" nos mapas do Instituto Geográfico Nacional Francês, e tem como coordenadas 2° 20' 15,2" N, 54° 26' 04,4" W.
Desse ponto, corre ao longo de 303,2 km, nas montanhas do Tumucumaque ao longo da divisória de águas entre a bacia do rio Amazonas e os rios da Guiana que desaguam no oceano Atlântico. Bordeja o limite das comunas de Maripasoula e Camopi diante do município brasileiro de Laranjal do Jari. Toma a direcção do rio Oiapoque, que corre para norte na floresta equatorial, e que serve de fronteira por 427,2 km entre os territórios de Camopi e Saint-Georges-de-l'Oyapock de um lado e outro do rio.
Por fim, chega à foz do rio a oeste do cabo Orange em 4° 30' 30" N, 51° 38' 12" W. Desse ponto, situado na baía de Oiapoque, prolonga-se por uma fronteira marítima de duzentas milhas náuticas traçada em 1981 e que separa as águas territoriais dos dois países por linha loxodrômica, a qual leva em conta o ponto mais norte do cabo Oiapoque (Brasil) e as ilhas Connetable (Guiana Francesa).
Alguns marcos de fronteira materializam a fronteira terrestre.

## Municípios fronteiriços
| França (Guiana Francesa) | França (Guiana Francesa)   | França (Guiana Francesa) |                 | Brasil                | Brasil    | Brasil |
| Arrondissement           | Comuna                     | Passagem de fronteira    |                 | Passagem de fronteira | Município | Estado |
| ------------------------ | -------------------------- | ------------------------ | --------------- | --------------------- | --------- | ------ |
| Oceano Atlântico         |                            |                          |                 |                       |           |        |
| Caiena                   | Ouanari                    |                          | O i a p o q u e |                       | Oiapoque  | Amapá  |
| Caiena                   | Saint-Georges-de-l'Oyapock |                          | O i a p o q u e |                       | Oiapoque  | Amapá  |
| Caiena                   | Camopi                     |                          | O i a p o q u e |                       | Oiapoque  | Amapá  |
| Caiena                   | Laranjal do Jari           |                          |                 |                       |           | Amapá  |
| Caiena                   |                            |                          |                 |                       |           | Amapá  |
| Saint-Laurent-du-Maroni  | Maripasoula                |                          |                 |                       |           | Amapá  |
| Suriname                 |                            |                          |                 |                       |           |        |

## História
As bases desta fronteira remontam ao Tratado de Utrecht de 1713 entre a França e Portugal, mas diversas interpretações quanto ao traçado da fronteira existem hoje. Embora a França considere que o rio Japoque mencionado no texto corresponda ao rio Araguari, o Brasil considera que corresponde ao rio Oiapoque.
O litígio decorreu durante dois séculos, e a França e o Brasil independente instalaram postos militares e missões religiosas no que seria conhecido como Questão do Amapá, com acusações mútuas sobre a respectiva soberania. 
Finalmente, uma arbitragem internacional feita pela Suíça deu razão ao Brasil em 1900: bem preparada, a delegação brasileira chefiada pelo Barão de Rio Branco, que já tinha obtido uma arbitragem favorável em litígio contra a Argentina, ganhou o arbítrio enquanto a França secundarizou a preparação dos documentos, pois estava mais preocupada com a colonização em África, enviando diplomatas com pouco conhecimento da questão: como resultado, 260 000 km² de territórios que teriam multiplicado por quatro a superfície do território da Guiana passaram para a soberania do Brasil.
Como vestígio cultural desse período, ainda existem hoje no Amapá pequenas comunidades ameríndias que falam um antigo crioulo guianês de base francesa.